# Helen Herr
Helen Herr (1907 - 23 de junho de 1999) foi uma política americana e a primeira mulher eleita para o Senado de Nevada. Ela defendeu e lutou por reformas sociais para proteger os direitos das mulheres, crianças e idosos. Herr tornou-se na primeira e única senadora empossada no Hall da Fama do Senado de Nevada em maio de 1993. Ela é mais conhecida pelos seus esforços em fazer campanha por legislações que tratam de questões sociais de idosos a crianças.
Nascida Helen Kolb em 3 de agosto de 1907 em Fargo, Dakota do Norte, filha de Conrad Kolb e Hilma Johnson, ela mais tarde mudou-se para Las Vegas após recomendações dos médicos para que ela procurasse um clima mais seco.
Ela morreu em sua casa em Victorville no dia 23 de junho de 1999 devido a uma insuficiência cardíaca aos 91 anos.